# Ярега
Я́рега — посёлок городского типа в Республике Коми. Входит в городской округ «Ухта».

## Этимология
Поселение получило своё название по реке Ярега, гидроним же является искажённым нен. Ярэйяха, где ярэй — «сухой, песчаный», яха — «река».

## История
В 1934 году была завершена работа над проектом первой в СССР шахты для подземной добычи тяжёлой нефти. Метод добычи тяжёлой нефти шахтным способом был использован здесь впервые в мире. По постановлению СНК СССР началась закладка шахты для разработки Ярегского месторождения тяжёлой нефти. Разработка этого уникального нефтяного месторождения должна была вестись силами заключённых Ухтпечлага.
В 1937 году, когда в Ухтпечлаге было уже 58 тысяч заключённых, в его составе было выделено 3-е лагерное отделение — нефтяное, с центром в Чибью, куда входил и Ярегский нефтепромысел № 31. На 3-м нефтепромысле был создан отдельный лагерный пункт — четвёртый, с 2579 заключёнными.
В 1937—1938 годах в ходе разделения Ухтпечлага был организован Ухтижемлаг. Населённые пункты, возникшие вокруг нефтепромыслов, получили наименования Ярега, Нижний Доманик и Первомайский. В 1939 году начальником четвёртого (ярегского) отдельного лагерного пункта (ОЛПа) был младший лейтенант госбезопасности П. М. Векслер, в 1940—1941 годах — старший лейтенант госбезопасности А. Я. Спаринский. В годы войны начальником отдельного лагерного пункта и Нефтешахтстроя стал майор госбезопасности О. М. Оконов.
В 1939 году на Яреге было несколько нефтедобывающих колонн, строительная колонна, автотранспортная колонна, колонна горняков-шахтостроителей, механическая группа, электрогруппа, конюшни гужевого транспорта.
Результатом работы четвёртого отдельного лагерного пункта стало создание мощной сырьевой базы на территории республики. В 1939 году шахта № 1 дала первую нефть, а в 1941 году она давала по 2 тонны тяжёлой нефти в сутки. В 1942 году началось строительство шахт № 2 и № 3. Из 550 тысяч тонн тяжёлой нефти, добытой в республике за годы войны, 400 тысяч тонн дала первая в стране нефтяная шахта № 1.
Месторождение, расположенное рядом с посёлком Ярега, уникально как по своему строению, так и по величине запасов высоковязкой (тяжёлой) нефти и титановой руды, которые представлены в одном мощном пологозалегающем пласте кварцевых песчаников. Верхняя часть пласта нефтенасыщенная, нижняя — рудная. Титановая часть пласта содержит более половины разведанных к 2000 году запасов титана России. Среднее содержание ТіO2 в руде составляет 10,50 %.

## Население
| 1959  | 1970  | 1979  | 1989    | 2002  | 2007  | 2009  | 2010  | 2012  |
| ----- | ----- | ----- | ------- | ----- | ----- | ----- | ----- | ----- |
| 8418  | ↘7906 | ↗9054 | ↗10 650 | ↘8512 | ↗8544 | ↘8518 | ↘7806 | ↘7736 |
| 2013  | 2014  | 2015  | 2016    | 2017  | 2018  | 2019  | 2020  | 2021  |
| ↘7732 | ↘7660 | ↗7703 | ↘7665   | ↘7657 | ↘7568 | ↘7468 | ↘7321 | ↘6256 |
| 2024  |       |       |         |       |       |       |       |       |
| ↘6144 |       |       |         |       |       |       |       |       |

## Транспорт
В посёлке — железнодорожная станция Ярега Сосногорского отделения Северной железной дороги и пассажирский вокзал.
Посёлок сопряжён с Ухтой автомобильной дорогой (расстояние 21 км), в Ухту ходит маршрутный автотранспорт.

## Экономика
В посёлке расположено Нефтешахтное производственное предприятие «Яреганефть» ООО «ЛУКОЙЛ-Коми».